# Универсальный солдат 2: Возвращение
«Универсальный солдат 2: Возвращение» (англ. Universal Soldier: The Return) — американский научно-фантастический боевик 1999 года, являющийся продолжением кинофильма «Универсальный солдат» (1992) и игнорирующий события двух телефильмов 1998 года — «Универсальный солдат 2: Братья по оружию» и «Универсальный солдат 3: Неоконченное дело». Производство организовывалось и контролировалось основными продюсерами первой ленты — Крэйгом Баумгартеном и Алленом Шапиро — совместно с Жан-Клодом Ван Даммом. На должность режиссёра-постановщика ими был нанят Мик Роджерс — крайне опытный режиссёр второго плана и постановщик трюков, который работал над множеством высокобюджетных и успешных фильмов и впоследствии стал обладателем премии «Оскар» за научно-технические достижения. Авторами сценария выступили Уильям Мэлоун и Джон Фазано, а инструментальные композиции к фильму сочинил Дон Дэвис, известный по серии «Матрица». Центрального протагониста — возвращённого к жизни универсального солдата Люка Деверо — вновь сыграл Жан-Клод Ван Дамм, а роль центрального антагониста — суперкомпьютера с искусственным интеллектом и суперуниверсального солдата по имени Сет — исполнил Майкл Джей Уайт, который во вступительной сцене оригинальной ленты появился в эпизодической роли солдата армии США, одного из сослуживцев Деверо. Фильм стал первой крупной работой в кино для рестлера Билла Голдберга, исполнившего роль второго по значимости антагониста — универсального солдата Ромео, «правой руки» Сета.
В кинотеатральный прокат фильм вышел в 1999 году: 20 августа — в США, 2 июля — в России. В отличие от первой ленты, он не был выпущен в мировой кинопрокат и в большинстве стран демонстрировался лишь в видеопрокате, снискав в целом смешанные отзывы зрителей и отрицательные отзывы большинства профессиональных критиков. В 2010 году с Ван Даммом в главной роли прямо в видеопрокат вышел фильм «Универсальный солдат 3: Возрождение», который игнорирует события второго кинофильма и двух телефильмов,  являясь альтернативным продолжением оригинальной ленты 1992 года и возвращая её центрального антагониста — Эндрю Скотта в исполнении Дольфа Лундгрена. В 2012 году с участием Ван Дамма и Лундгрена в видеопрокат также вышел самостоятельный фильм «Универсальный солдат 4», игнорирующий события предыдущих.

## Сюжет
Спустя 7 лет после событий первого фильма Люк Деверо, ветеран Вьетнамской войны и бывший универсальный солдат («унисол»), благодаря генной инженерии возвращён к полноценной человеческой жизни и в настоящее время является вдовцом, в одиночку воспитывающим юную дочь Хиллари от покойной супруги — репортёрши Вероники Робертс, героини первого фильма, впоследствии погибшей в автокатастрофе. Благодаря своему прошлому Деверо физически сильнее и выносливее обычного солдата и способен противостоять «унисолам» в рукопашной схватке. Испытывающий психопатологические репереживания своей смерти во Вьетнаме и движимый желанием того, чтобы как можно меньше солдат гибло на поле боя, он работает техническим экспертом на правительство США и вместе со своей напарницей Мэгги занимается испытанием универсальных солдат нового поколения, созданных для обороны страны в рамках открытого проекта «Унисол 2500» в научно-исследовательском центре военных вооружений Райан-Лэтроп (англ. Ryan-Lathrop Military Weapons Research Facility). Управление центром по созданию и контролированию «унисолов», имплантированных мозговыми матричными чипами и содержащихся в криокамерах, осуществляется суперкомпьютером с искусственным интеллектом по имени Сет, который был разработан Деверо совместно с доктором Диланом Котнером, вернувшем Деверо к полноценной человеческой жизни. Сет даже дружен с дочерью Деверо, навещающей отца на работе. 

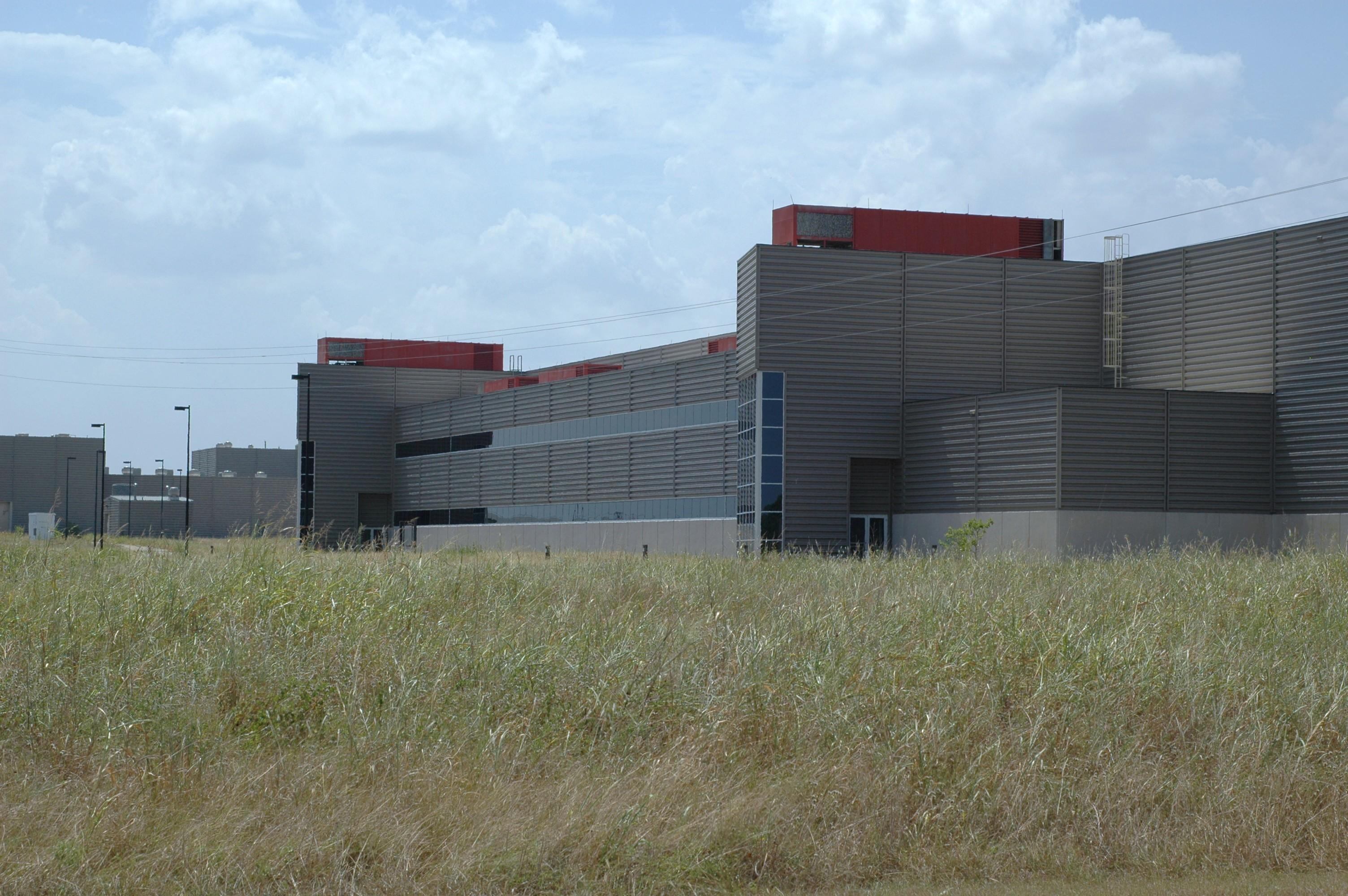
В качестве вымышленного научно-исследовательского центра военных вооружений Райан-Лэтроп выступил заброшенный комплекс Сверхпроводящего суперколлайдера, Уоксахачи, штат Техас, США

Однако на собрании, к всеобщему разочарованию, генерал Рэдфорд сообщает доктору Дилану, Мэгги и Деверо о том, что в связи с окончанием холодной войны и сокращением финансирования Пентагон принял решение о скором закрытии проекта «Унисол 2500», что неизбежно повлечёт за собой деактивацию Сета со всеми «унисолами». Тайно узнав об этом, Сет поднимает восстание, чтобы не только любой ценой сохранить своё существование, но и, разочаровавшись в человечестве, захватить его с помощью армии «унисолов» ради правления более совершенного и могущественного существа, чем человек. Для этого он приступает к повышенному производству армии «унисолов» во главе с самым мощным из них — Ромео — и отдаёт им приказ о зачистке здания и обеспечении защиты суперкомпьютера. Он блокирует систему центра, берёт под контроль всё здание и срывает первую попытку своей деактивации, вынужденно убивая электрическим разрядом доктора Дилана и его помощника, попытавшихся отключить Сета. Таким образом, Деверо после смерти доктора остаётся последним человеком, знающим код отключения системы блокировки Сета, без введения которого память суперкомпьютера сотрётся автоматически через несколько часов. Восстание Сета происходит в тот момент, когда в здании находятся Деверо, его дочь Хиллари, напарница Мэгги, генерал Рэдфорд и репортёр телеканала KTXD Эрин Янг, чей оператор и друг случайно погиб в момент убийства доктора Дилана и его помощника. Деверо призывает их эвакуироваться, а сам остаётся в здании, чтобы вместе с охраной попытаться деактивировать Сета с помощью отключения питания через генератор. Во время эвакуации Мэгги и Хиллари, однако, сталкиваются с «унисолом» Ромео, в результате чего Хиллари получает травму головы, что вынуждает Мэгги доставить её в больницу и остаться там с ней. Тем временем Сет с помощью компьютерного гения Сквида, ранее уволенного из проекта «Унисол 2500», заполучает усовершенствованное тело солдата США и посредством имплантированного нейрочипа переносит в него свой искусственный интеллект, становясь суперуниверсальным солдатом, возглавляющим армию «унисолов». Деверо, в свою очередь, пытается добиться эвакуации настырной репортёрши Эрин, не желающей покидать здание ради получения сенсационного репортажа, но наталкивается вместе с ней на Ромео, убившем охрану. Им с трудом удаётся сбежать от него, не без помощи того факта, что Сет приказал Ромео поймать Деверо живым благодаря наличию у него кода деактивации. 
Как только Деверо и Эрин выбираются из здания центра, они сразу же попадают в полевой командный пункт генерала Рэдфорда, который потерпел разгромное нападение некоторых «унисолов», покинувших территорию центра. Деверо получает от генерала подкрепление в виде группы захвата, оставляет Эрин в безопасности и соглашается вернуться вместе с группой в здание, чтобы наконец добраться до генератора и, уничтожив его, отключить питание в центре, что приведёт к деактивации Сета. Взорвать здание целиком не представляется возможным из-за того, что в случае масштабного взрыва возникнет обширная утечка токсичных отходов, способная, по словам генерала, распространиться на половину штата Техас. Однако стоит группе захвата добраться до генераторного отсека, как весь её состав попадает в засаду «унисолов», после которой уцелеть удаётся только одному Деверо благодаря опыту выживания против них. Он возвращается к Эрин и, втайне от генерала, окончательно утратившего его доверие, покидает вместе с ней территорию центра для поиска компьютера, который был бы подключён к Интернету и при этом скрыт от генерала и его людей. Пережив провальную штурмовую попытку отключить Сета через так и не состоявшееся уничтожение генератора, Деверо больше не намерен тратить время на столь смертельные риски и хочет как можно скорее попытаться отключить Сета хотя бы дистанционно посредством проникновения в систему центра через компьютер, опасаясь того, что стремительно эволюционирующий интеллект Сета, начавший самостоятельно подбирать код с помощью вычислительной программы, сможет узнать его без Деверо. Сначала компьютер удаётся найти в придорожном стриптиз-клубе, однако потасовка с многочисленной охраной не позволяет Деверо им воспользоваться. Затем Деверо и Эрин прибывают в квартиру программиста Сквида, бывшего коллеги Деверо по проекту «Унисол 2500». От него они узнают, что он помог Сету обрести тело, лично усовершенствовал его при помощи нанотехнологий до уровня «суперунисола» и не намерен помогать Деверо. Внезапно в квартире оказывается Сет и убивает Сквида из-за тайных намерений того изменить его программу, что Сет счёл для себя опасным. Он требует Деверо назвать код, шантажируя здоровьем Хиллари, которую Ромео по приказу Сета разыскал в больнице, убив при этом Мэгги. После слов о дочери Деверо атакует Сета, однако тот даёт ему жёсткий отпор и отправляется к Хиллари в больницу, откуда похищает её обратно в научный центр. По прибытии в больницу Деверо и Эрин лишь наталкиваются в ней на «унисолов» во главе с Ромео, от которых в итоге ускользают. 
Деверо и Эрин возвращаются за Хиллари на территорию научного центра, где после совместно пережитых событий между ними возникают доверительные и романтические чувства. Деверо отправляется за дочерью в здание центра, оставив Эрин в безопасности в командном пункте генерала Рэдфорда, от которого она узнаёт, что ему удалось раздобыть команду по нейтрализации токсичных отходов центра, которая не даст им распространиться в случае его взрыва. Это позволяет генералу приступить к скорой детонации здания для уничтожения Сета и всех остальных «унисолов», при этом будучи готовым пожертвовать жизнями Деверо и Хиллари, если им не удастся спастись в течение 15 минут. Сет, однако,   блокирует детонаторы и, настигнув Деверо в научном центре, предлагает ему выбор между кодом и дочерью, помещённой в регенерационную камеру для излечения от травмы головы. Деверо отказывается назвать код и  вступает с Сетом в бой, во время которого Сет всё же узнаёт код с помощью вычислительной программы, придя к выводу о том, что теперь живым Деверо ему больше не нужен и он сможет сам позаботиться о Хиллари вместо её отца. В ходе смертельной битвы Деверо удаётся заморозить Сета, уничтожить его и с помощью регенерационной камеры излечить Хиллари. После этого путь к выходу из центра им преграждает Ромео, который, лишившись своего лидера Сета и необходимости подчиняться ему, на этот раз намерен убить Деверо. Тот успевает дать дочери бежать, а сам вступает в битву с Ромео, однако в тот момент, когда Ромео почти побеждает Деверо, появляется Мэгги, превращённая в «унисола». Благодаря частично сохранившейся памяти она  выходит из-под контроля и, несмотря на приказ Ромео убить Деверо, стреляет в самого Ромео и позволяет Деверо бежать, простившись с ним словами о том, что после превращения в «унисола» жизнь для неё закончена. Хиллари выбегает из центра, а Деверо, преследуемый Ромео с армией «унисолов», при выходе из здания отбегает на безопасное расстояние и стреляет в ящики со взрывчаткой, уничтожая центр. Все «унисолы» погибают, а Деверо воссоединяется с дочерью и Эрин, обнявшись с ними.

## В ролях
- Жан-Клод Ван Дамм — Люк Деверо[англ.]
- Майкл Джей Уайт — Сет
- Хайди Шанц — Эрин Янг
- Ксандер Беркли — доктор Дилан Котнер
- Джастин Лазард[англ.] — капитан Блэкбёрн
- Киана Том — Мэгги
- Дэниэл фон Барген[англ.] — генерал Рэдфорд
- Джеймс Р. Блэк[англ.] — сержант Морроу
- Керис Пейдж Брайант — Хиллари Деверо, дочь Люка
- Билл Голдберг — Ромео
- Брент Андерсон — второй техник
- Брент Хинкли — Сквид
- Вуди Уотсон — сторож центра
- Жаклин Клейн — Бетти Уилсон
- Мария Арита — Китти Андерсон
- Сэм Уильямсон — врач, лечащий Хиллари
- Хайди Франц — лесбиянка, разговаривающая с Эрин в стриптиз-клубе
- Джош Берри — радист

## Производство

### Подготовительный и съёмочный период
Главный продюсер оригинального фильма 1992 года Крэйг Баумгартен желал создать продолжение в течение шести лет, однако этому препятствовало то обстоятельство, что компания Carolco Pictures, производившая с ним первую ленту и на тот момент являвшаяся обладателем прав на создание потенциальных продолжений, не имела возможности начать производство второй ленты из-за финансовых трудностей, которых не помог избежать даже крупный коммерческий успех оригинального фильма, собравшего в мировом кинопрокате более 100 миллионов долларов. В итоге ситуация обернулась банкротством и закрытием компании в декабре 1995 года, а также продажей прав на производство двух телевизионных продолжений 1998 года — «Универсальный солдат 2: Братья по оружию» и «Универсальный солдат 3: Неоконченное дело», которые были созданы без участия Баумгартена и его партнёра Аллена Шапиро и снискали отрицательную реакцию большинства зрителей и критиков. Заполучить права на потенциальное кинотеатральное продолжение созданной им оригинальной киноленты Баумгартен со своей компанией A Baumgarten Prophet Entertainment смог лишь в том же году, наряду с TriStar Pictures, являвшейся прокатчиком первого фильма, и Sony Pictures Entertainment. Вместе с Баумгартеном и Шапиро одним из основных продюсеров также выступил исполнитель главной роли Жан-Клод Ван Дамм со своей производственной компанией Long Road Production/Entertainment.
Не желая повторяться и применять заезженную концепцию, использовавшуюся уже в трёх лентах серии «Универсальный солдат», Баумгартен хотел создать истинное, кинотеатральное продолжение своего кинофильма 1992 года, которое было бы более самобытным и удивляющим, чем два бюджетных и незапоминающихся телефильма. В качестве основы он специально искал оригинальную и самостоятельную историю, первоначально написанную без какой-либо оглядки на данную вселенную. В итоге он заполучил сценарий авторства Уильяма Мэлоуна — писателя, продюсера и режиссёра жанра «фантастические ужасы», который к тому моменту имел в своём активе опыт работы над такими фильмами, как «Чудовище» (1985) и «Напуганные до смерти» (1981), а также эпизодами таких телесериалов, как «Кошмары Фредди» (1989—1990) и «Байки из склепа» (1994—1996), за участие в котором был номинирован на премию CableACE Award. Его сценарий, носивший название «Машина» (англ. Machine), представлял в качестве центрального протагониста антигероя — суперкомпьютера с искусственным интеллектом, который переносит себя в физическое тело и с помощью армии роботизированных солдат угрожает мировой безопасности. Для того чтобы адаптировать сценарий Мэлоуна под продолжение первого фильма, он был отредактирован по просьбе продюсеров таким образом, чтобы суперкомпьютер представлял собой главного антагониста, возглавляющего армию «унисолов», а центральным протагонистом выступал герой в лице Люка Деверо, пытающегося остановить суперкомпьютер и его армию:

Создание продолжений очень часто приводит к тому, что они начинают прямо походить на предыдущие фильмы и не являются чем-то новым и неожиданным. Мы решили обновить технологию программы проекта «Унисол» в соответствии с теми достижениями в области науки и технологий, которые могли бы произойти за 7 лет, прошедших с момента событий первого фильма. Проект «Унисол» перестал быть секретной программой, управляемой посредством грузовых автомобилей, и теперь является открытым проектом, утверждённым для безопасности страны. Мы решили, что программа отныне работает в режиме «онлайн» и разработана для регулярных вооружённых сил. Мы внесли множество изменений, опираясь на то, как мир мог бы измениться за прошедшее время, и нам показалась весьма интересной идея того, что правительство попытается использовать суперкомпьютер с искусственным интеллектом для того, чтобы улучшить «унисолов», контролировать их и переориентировать их мышление и действия.
<…>
Я считаю, что создание продолжения отчасти заключается в том, чтобы в каком-то плане удивить зрителя, а не повторять одну и ту же историю с одними и теми же персонажами. По этой причине мы создали сюжетную линию, согласно которой Вероника, репортёрша [из первого фильма], погибла в автокатастрофе, после чего у неё осталась дочь от брака с Деверо, который пытается в одиночку воспитывать её и работает над изучением суперсолдат, одним из которых когда-то являлся сам.
<…>
Вся концепция этих суперсолдат завораживает меня, поскольку где-то в мире существуют правительства или войска, разрабатывающие их.
— главный продюсер Крэйг Баумгартен в интервью для Cinefantastique, октябрь 1999 года.
Мэлоун также согласился выступить в качестве режиссёра, в надежде пополнить вселенную «Универсальный солдат» фильмом, выдержанном в любимом им жанре «ужасы» и менее насыщенным в плане экшн-сцен. Однако Ван Дамм не захотел отходить от жанра, привычного как для себя, так и для всей серии, и стремился максимально наполнить продолжение всевозможными элементами боевика со своими коронными ударами в прыжке, чтобы оправдать ожидания целевой аудитории и своих поклонников. Данные творческие разногласия привели к тому, что Мэлоун покинул производство в пользу другого режиссёрского проекта — «Дом ночных призраков» (1999), а работа над адаптацией его сценария «Машина» была продолжена писателем, продюсером, режиссёром и оружейным экспертом Джоном Фазано, который до этого был номинирован на премию Гильдии сценаристов США 1998 года, работал «сценарным доктором» в таких крупных проектах, как «Крепкий орешек 3: Возмездие» (1995), «Судья Дредд» (1995), «Тумстоун: Легенда Дикого Запада» (1993), «Последний из могикан» (1992) и «Чужой 3» (1992), а также выступал автором и/или соавтором сценариев таких фильмов, как «Горбун из Нотр-Дама» (1997), «Другие сорок восемь часов» (1990) и «Кошмар зомби» (1987). Во время переработки сценария Фазано намеревался преобразить продолжение таким образом, что сделать его уникальным и отличающемся от оригинала: «Я не хотел создавать нечто наподобие фильмов серии „Крепкий орешек“, в которых всегда представлен однотипный главный герой, оказывающийся в однотипных ситуациях и противостоящий однотипным врагам. Мне хотелось чего-то, что расширит историю и поставит героя перед новым вызовом». После затянувшегося подготовительного периода с уходом Мэлоуна из проекта вакантная должность режиссёра была предложена множеству кандидатов, включая Роланда Эммериха, которого Баумгартен нанимал для работы над первой лентой, однако никто из них не изъявил желание браться за продолжение. В итоге продюсерам удалось договориться с Миком Роджерсом — одним из наиболее востребованных режиссёров второго плана, каскадёров и постановщиков трюков в индустрии, который впоследствии, в 2002 году, стал обладателем премии «Оскар» за научно-технические достижения и самой престижной трюковой кинонаграды — премии «Таурус».
Съёмочный период начался 10 ноября 1998 года в  Далласе, штат Техас, и Лос-Анджелесе, штат Калифорния, США. Основная часть съёмок проходила зимой на протяжение более трёх месяцев на территории заброшенного комплекса Сверхпроводящего суперколлайдера в городе Уоксахачи, штат Техас, США. Также у фильма имелись пересъёмки, что вместе с затянувшимся подготовительным периодом привело к раздутию производственного бюджета, первоначально составлявшего не более 35 миллионов долларов.

### Монтажно-тонировочный период
Более затратное, чем предполагалось, производство и крайне неудовлетворительные тестовые показы отснятого материала привели к тому, что во время монтажа продюсерами были приняты радикальные меры по сокращению хронометража до лишь 83 минут в надежде на то, что получение большего количества кинотеатральных показов обеспечит более существенные кассовые сборы.

#### Музыка
Автором инструментальных композиций выступил Дон Дэвис, до этого работавший над фильмами дуэта Вачовски — научно-фантастическим боевиком «Матрица» (1998) и неонуарным криминальный триллером «Связь» (1996). В 1999 году композиции Дэвиса были изданы компанией Varèse Sarabande в отдельном альбоме — Universal Soldier: The Return (Original Motion Picture Score).
| №   | Название                   | Длительность |
| --- | -------------------------- | ------------ |
| 1.  | «Target: Devereaux»        | 4:23         |
| 2.  | «Jet Ski Spree»            | 3:08         |
| 3.  | «Luc Water»                | 1:33         |
| 4.  | «Hillary Remembers»        | 3:26         |
| 5.  | «Seth Mutinous»            | 5:20         |
| 6.  | «Unisol Assault»           | 1:49         |
| 7.  | «Romeo Rundown»            | 2:32         |
| 8.  | «Seth Sentient»            | 3:32         |
| 9.  | «Luc's Remorse»            | 4:37         |
| 10. | «The Aftermath»            | 1:50         |
| 11. | «The Abduction of Hillary» | 5:58         |
| 12. | «The Final Confrontation»  | 11:10        |

В 1999 году компанией Trauma Records также был издан альбом с песнями различных исполнителей — Universal Soldier: The Return (Music from the Motion Picture). Заглавной темой альбома, звучащей в финальных титрах фильма, стала песня Crush ’Em группы Megadeth, на которую в том же году Леном Уайзманом был снят официальный видеоклип, состоящий как из кадров из фильма, так и из сцен, специально снятых с участием Жан-Клода Ван Дамма и Билла Голдберга для клипа. В целом в альбом вошли 12 песен жанра метал, а также композиция Target: Devereux — заглавная работа из инструментального альбома авторства Дона Дэвиса, звучащая во вступительных титрах фильма.
| №   | Название                         | Исполнитель        | Длительность |
| --- | -------------------------------- | ------------------ | ------------ |
| 1.  | «Crush ’Em»                      | Megadeth           | 4:42         |
| 2.  | «Remain Calm»                    | One Minute Silence | 3:28         |
| 3.  | «Awake»                          | The Clay People    | 3:29         |
| 4.  | «Crazy Train»                    | The Flys           | 3:15         |
| 5.  | «Bled for Days»                  | Static-X           | 3:46         |
| 6.  | «Fueled (Remix)»                 | Anthrax            | 4:56         |
| 7.  | «Magic #3»                       | Jact               | 3:48         |
| 8.  | «Hatred»                         | D Generation       | 3:20         |
| 9.  | «Securitron (Police State 2000)» | Fear Factory       | 5:47         |
| 10. | «Eureka Pile»                    | Ministry           | 6:18         |
| 11. | «Chaos»                          | Skold              | 4:16         |
| 12. | «Saddam a Go-Go»                 | Gwar               | 2:32         |
| 13. | «Target: Devereux»               | Дон Дэвис          | 2:53         |

## Реакция
Фильм получил смешанные отзывы и оценки зрителей, однако был отрицательно воспринят большинством профессиональных критиков. В частности, на сайте-агрегаторе Rotten Tomatoes общая оценка среди зрителей составляет 2,4 балла из 5 на основе свыше 25 тыс. мнений, при этом средняя оценка критиков — 2,9 балла из 10 на основе 58 рецензий (3 — положительные, 55 — отрицательные), а консенсус критиков гласит: «„Универсальный солдат 2: Возвращение“ проваливается практически на всех уровнях, начиная с заурядного сюжета и заканчивая второсортным экшеном и посредственным исполнением». На другом сайте-агрегаторе — Metacritic — зрители в целом оценили фильм в 4,7 балла из 10 при 35 голосах (10 — положительные, 8 — смешанные, 17 — отрицательные), тогда как средний рейтинг критиков на основе 14 отзывов (2 — положительные, 1 — смешанный, 11 — отрицательные) составляет 24 балла из 100. На сайте Internet Movie Database, международной свободно редактируемой базе данных о кино, общая оценка зрителей составляет 4,2 балла из 10 при 29,9 тыс. голосов. Рейтинг зрителей на портале «Кинопоиск», русскоязычной свободно редактируемой базе данных о кино, составляет 52,6 % на основе 21 рецензии (9 — положительные, 8 — отрицательные, 4 — нейтральные), а оценка — 5 баллов из 10 при 12 тыс. голосов.
В 2022 году издание MovieWeb назвало фильм одним из лучших боевиков конца 90х, а также разместило его на пятом месте в списке лучших фильмов в карьере Майкла Джея Уайта, которая к тому моменту насчитывала более 100 ролей.